# Tamara Đapa
Tamara Đapa, född 10 april, 1992, är en volleybollspelare (passare). 
Đapa spelar i UOK Banjaluka Volley, i den bosniska högstaligan. Tidigare har hon även spelat med OK Kula Gradačac i samma liga. Đapa spelar med Bosnien och Hercegovinas landslag och har med dem deltagit i EM 2021 och vunnit European Silver League 2021.